# Соколов, Александр Сергеевич (партийный деятель)
Александр Сергеевич Соколов — советский хозяйственный и политический деятель.

## Биография
Родился в 1930 году. Член КПСС.
В 1974—1977 гг. — первый секретарь Невского районного комитета КПСС города Ленинграда.
В 1977—1979 гг. — секретарь Ленинградского областного комитета КПСС.
В 1979—1988 гг. — заместитель председателя Ленинградского городского Совета депутатов трудящихся.
Делегат XXV съезда КПСС.
С 1988 года — персональный пенсионер союзного значения.
Умер после 2002 года в Санкт-Петербурге.

## Награды
- Орден Трудового Красного Знамени (1986)
- Орден Дружбы народов (1980)